# Lindøya
Ne doit pas être confondu avec Lindøya (Sveio).
Lindøya est une île norvégienne du comté de Hordaland appartenant administrativement à Bømlo.

## Description
Rocheuse et couverte d'arbres, elle s'étend sur environ 1,7 km de longueur pour une largeur approximative de 560 m.  